# كورنيش الإسكندرية
كورنيش الإسكندرية أو طريق الجيش أو طريق 26 يوليو هو طريق مزدوج وممشى للمارة بمدينة الإسكندرية في مصر على ساحل البحر الأبيض المتوسط، يعتبر مزارًا سياحيًا رئيسيًا بمدينة الإسكندرية، يبلغ طوله حوالي 17 كم، يمتد الطريق من منطقة بحري في حي الجمرك غربًا، وحتى منطقة المندرة في حي المنتزه شرقًا، وهو أهم شريان مروري للمدينة في الاتجاه الأفقي بجانب شارع أبو قير والطريق الدائري ومحور المحمودية، تم البدء في إنشاء كورنيش الإسكندرية في فترة وزارة إسماعيل صدقي باشا في عهد الملك فؤاد الأول سنة 1925 واُفتتح رسميًا سنة 1935.

## التاريخ
يعود تاريخ بدء إنشاء كورنيش الإسكندرية إلى 1925 واستغرق بناءه حوالي عشرة سنوات على ستة مراحل، حيث تم إنشاء المرحلة الأولى في المنطقة ما بين السلسلة والشاطبي بمسافة 786 متر، أما المرحلة الثانية فكانت من الشاطبي حتى كامب شيزار، أما الثالثة فكانت من كامب شيزار حتى سبورتنج، أما المرحلة الرابعة فكانت من سبورتنج حتى كليوباترا، أما المرحلة الخامسة فكانت من كليوبترا حتى ستانلي تمر بمنطقة مصطفى باشا حيث توجد معسكرات جيش الاحتلال البريطاني لمصر في ذلك الوقت، والي قامت بعرقلة أعمال الكورنيش في تلك المرحلة إلا أنه تم استكمال أعمال البناء.
أما المرحلة الأخيرة فكانت من ستانلي حتى أسوار قصر المنتزه الغربية بمنطقة المندرة حاليًا، وتم الانتهاء من أعمال الكورنيش سنة 1934 واففتح رسميًا سنة 1935، في سنة 2001 شهد طريق الكورنيش التعديل الأكبر والأوسع الذي مر على تاريخه منذ إنشاءه، حيث تم ردم تسعة شواطئ بشكل كامل حتى تتم توسعة الطريق ويصل من عرض 8 أمتار إلى 20 مترا وأكثر، حيث بدأ يدخل الطريق في رمال البحر وشهد هذا الوقت إنشاء كوبري ستانلي، وتمت أعمال توسعة الطريق في المسافة بين فيكتوريا حتى الشاطبي.

## معرض الصور

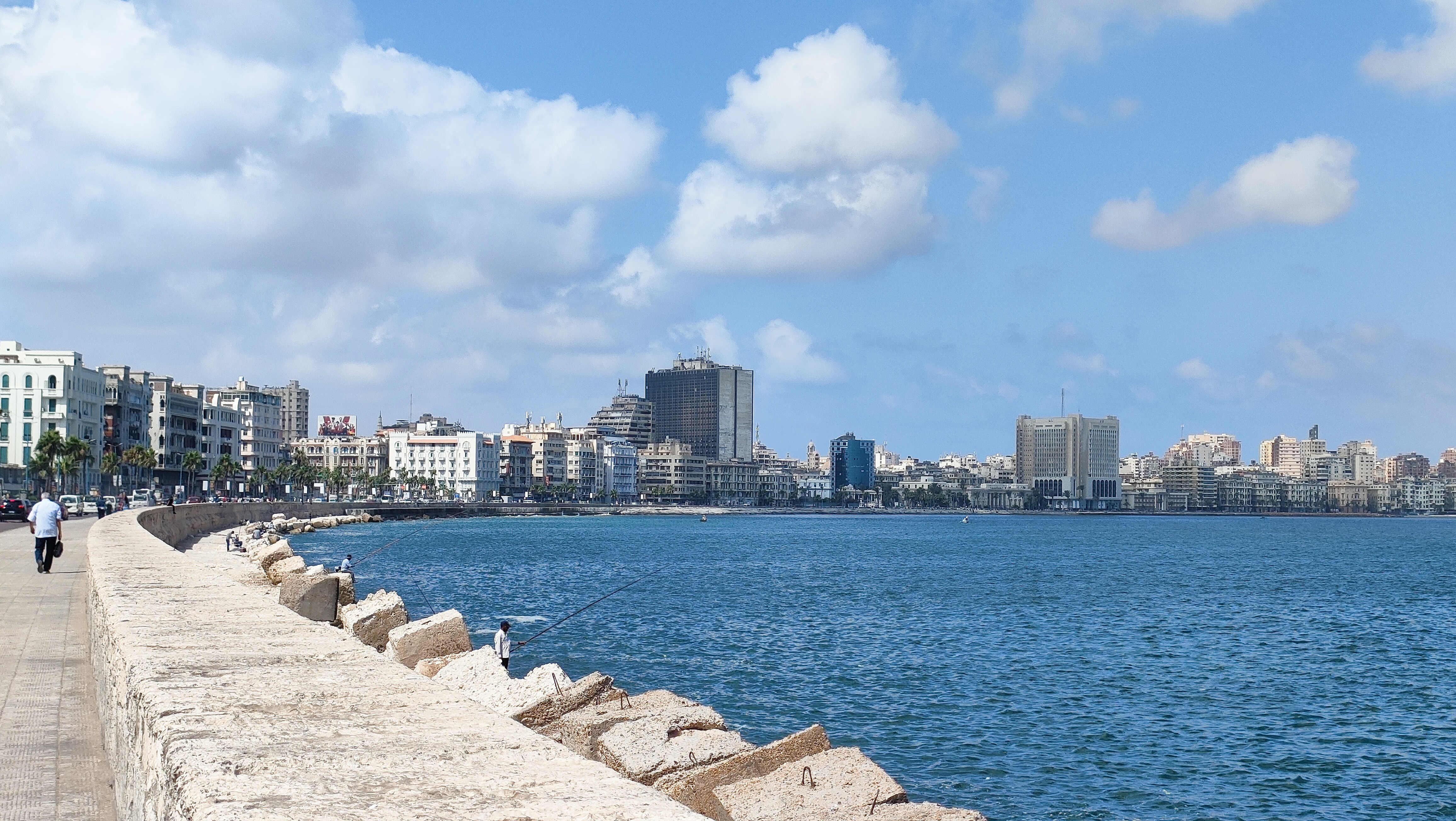
الكورنيش بمنطقة الأزاريطة
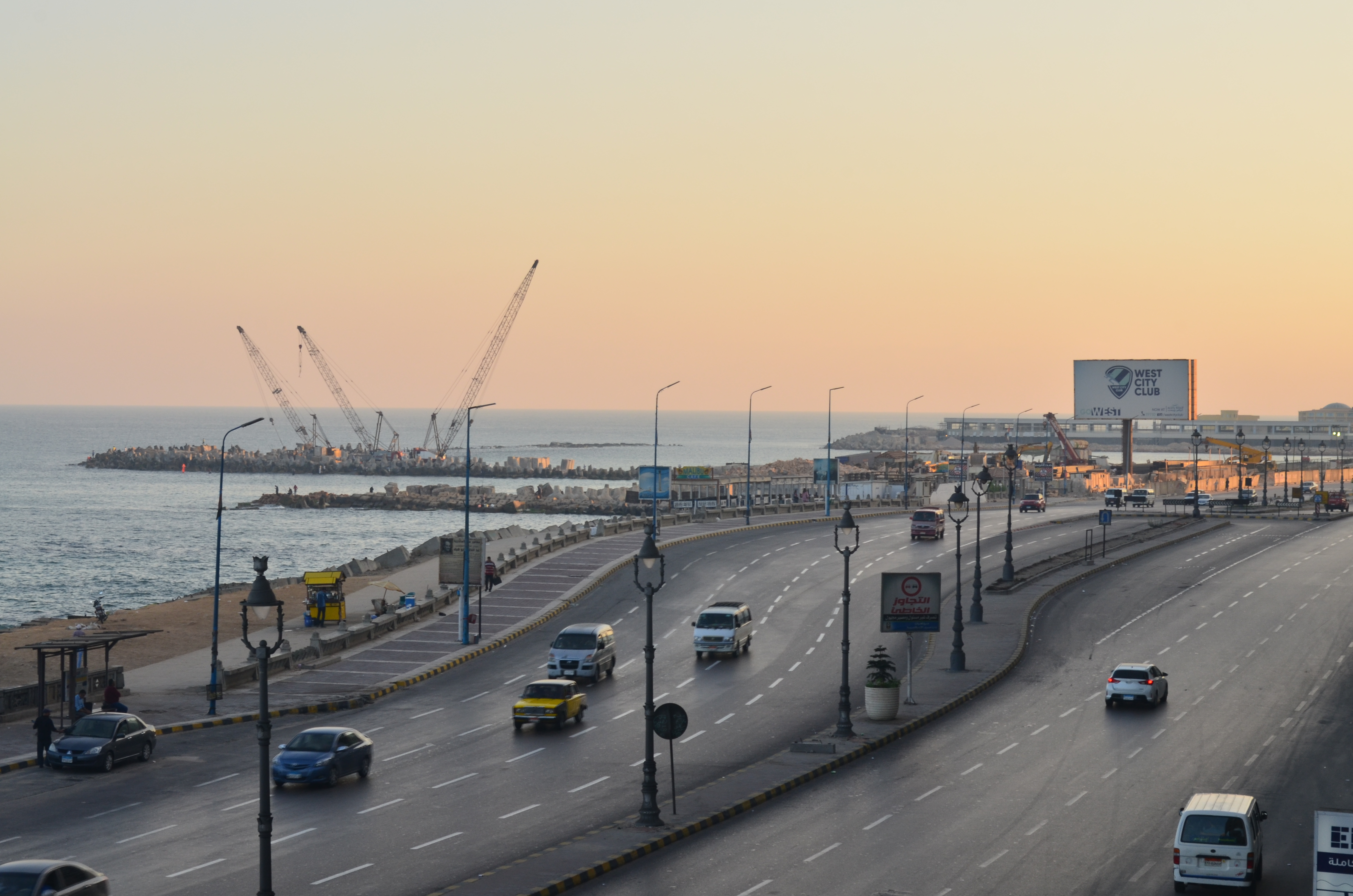
الطريق في منطقة كليوبترا.
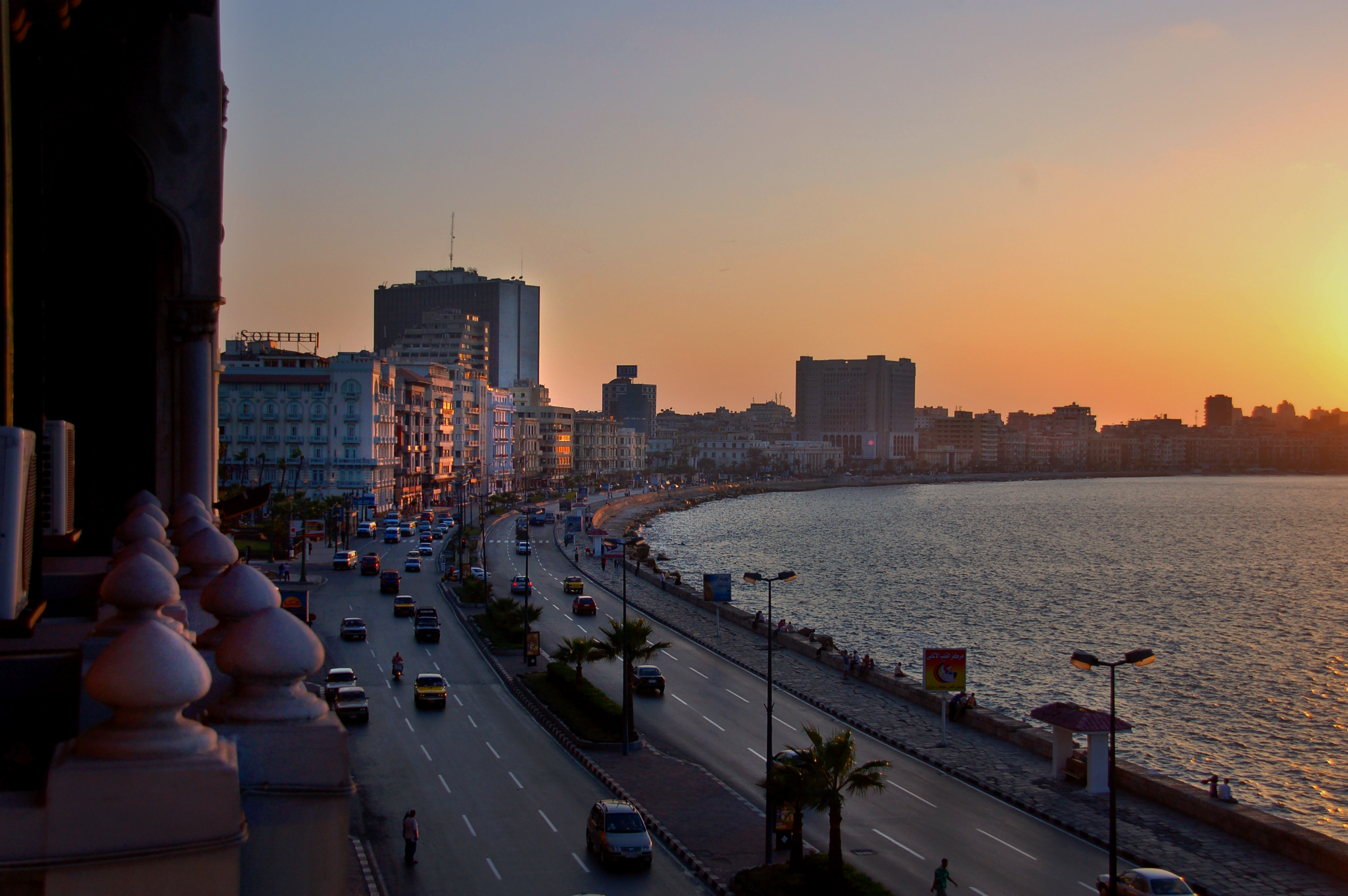
الطريق في منطقة محطة الرمل
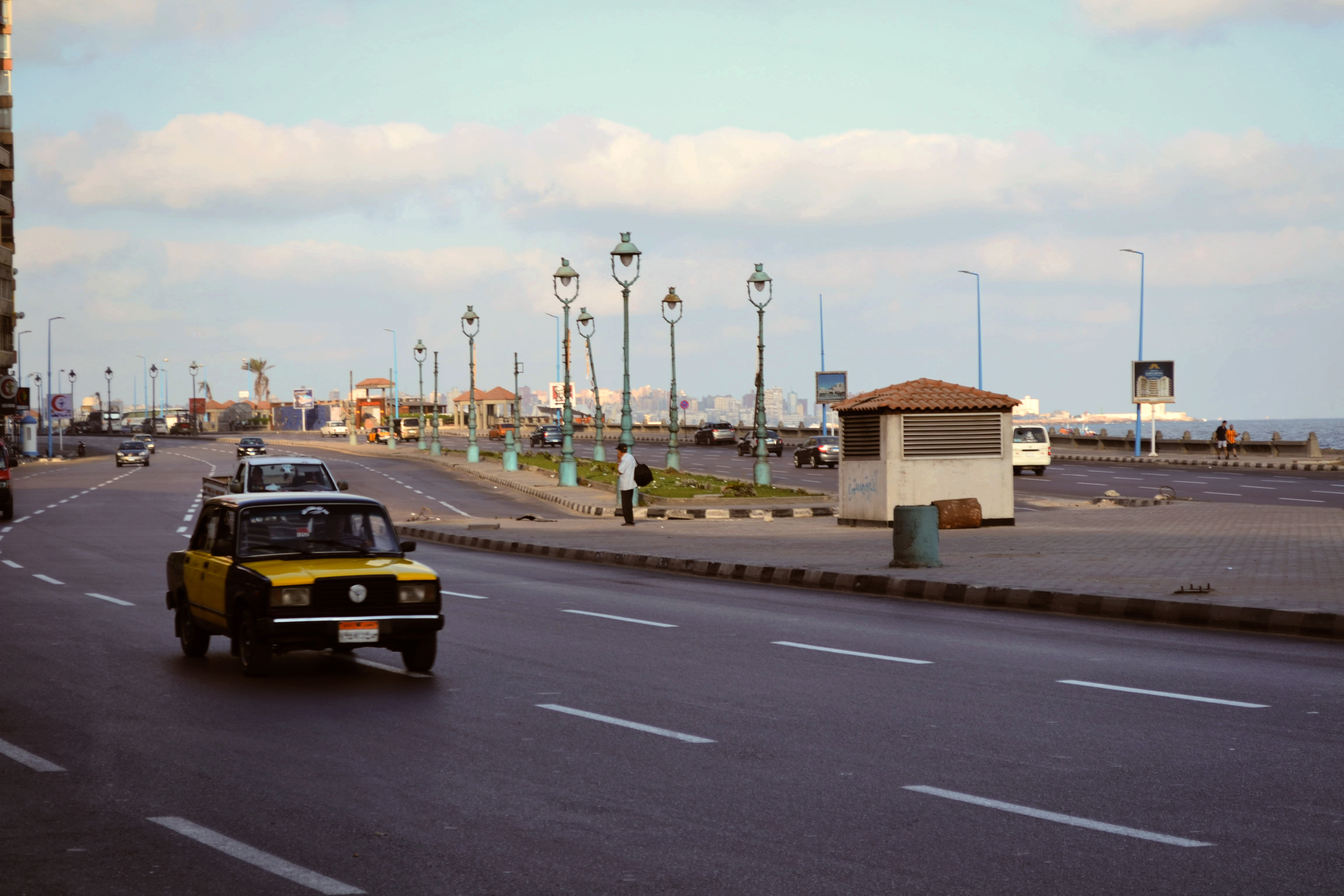
الطريق في منطقة سبورتنج
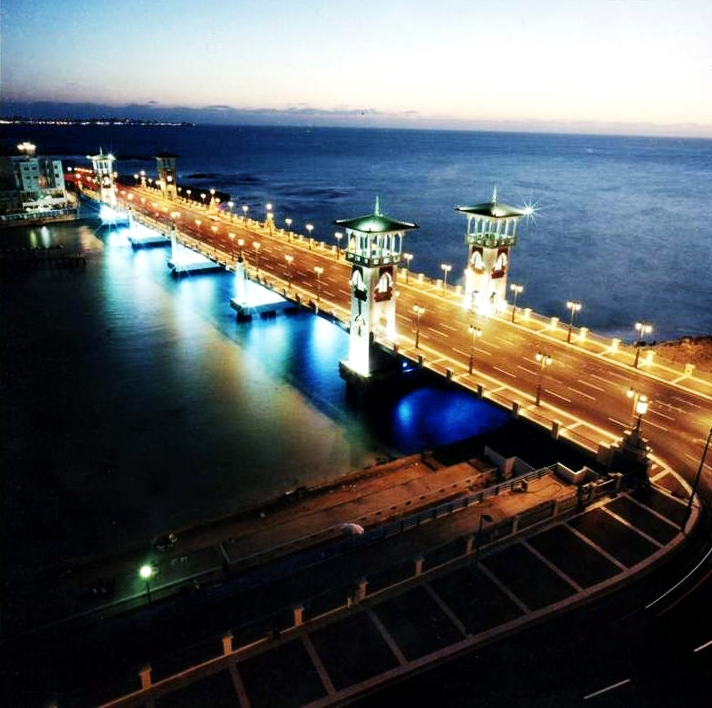
كوبري ستانلي جزء من كورنيش الإسكندرية.
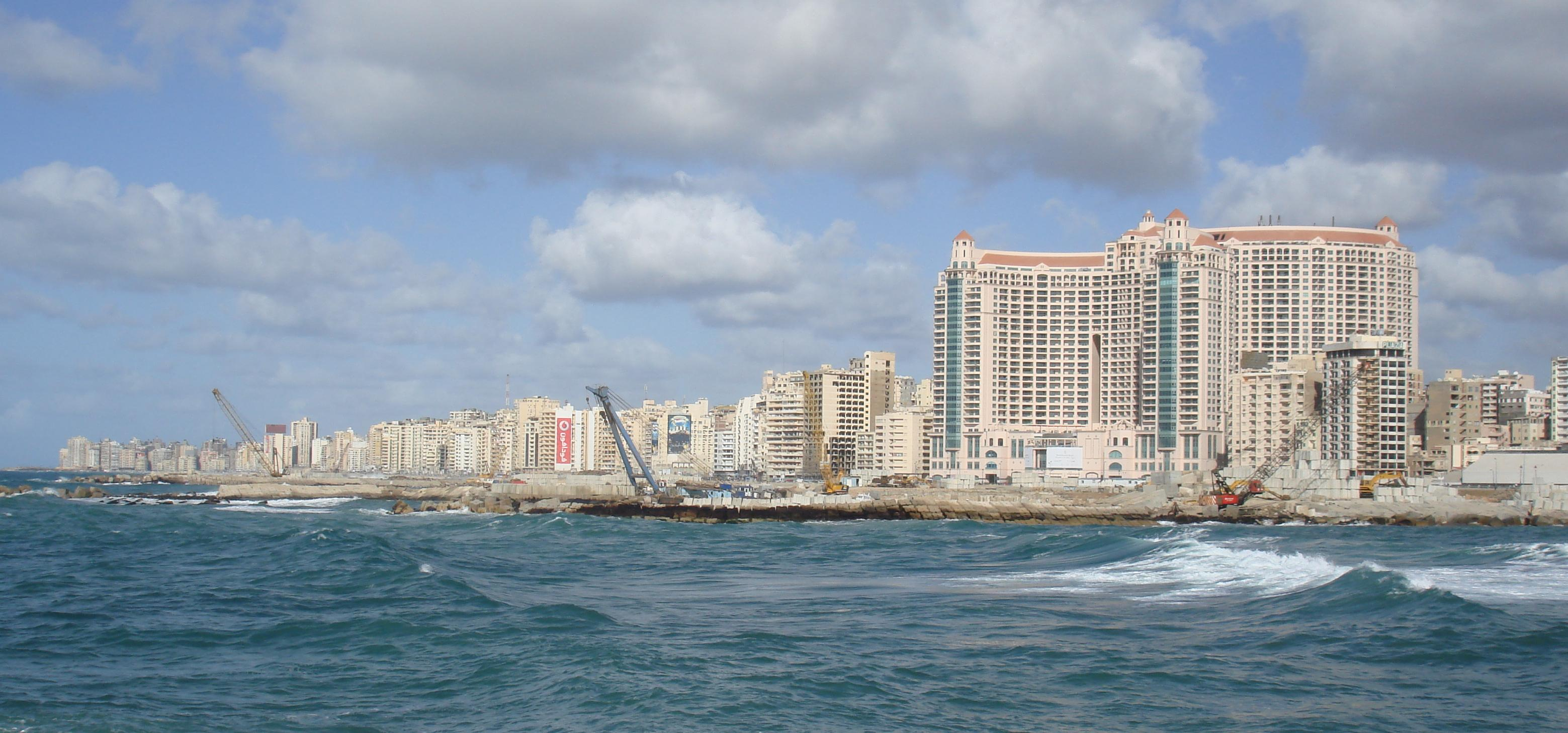
سان ستيفانو جراند بلازا أثناء تشييده يقع على الكورنيش.
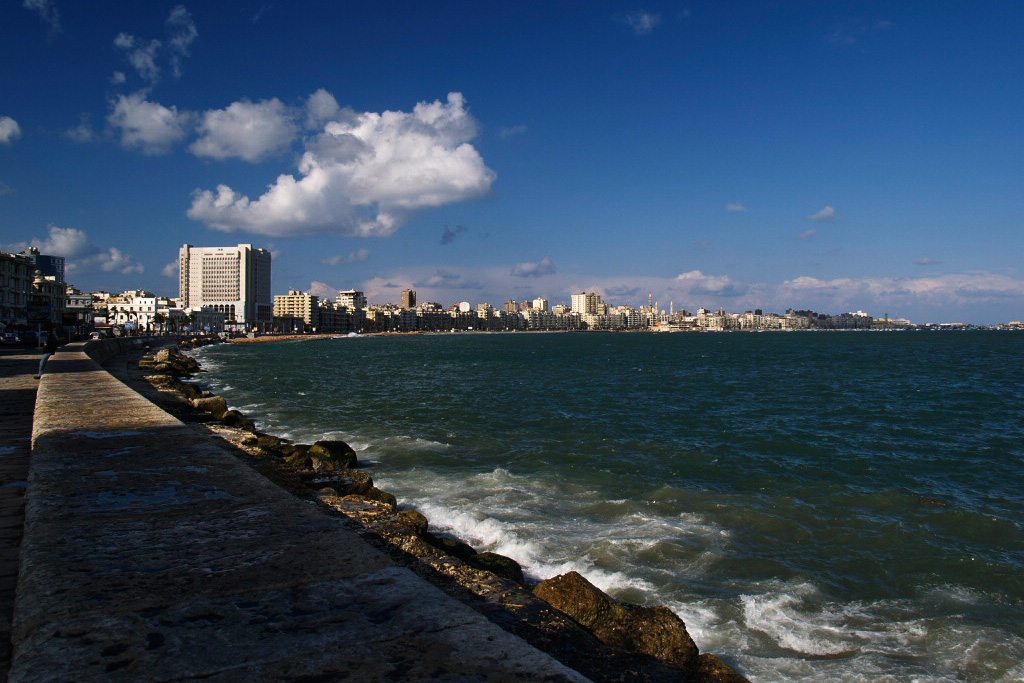
أول طريق الكورنيش - ويظهر في الجهة الأخرى من الميناء الشرقي منطقة الأنفوشي وحي الجمرك.
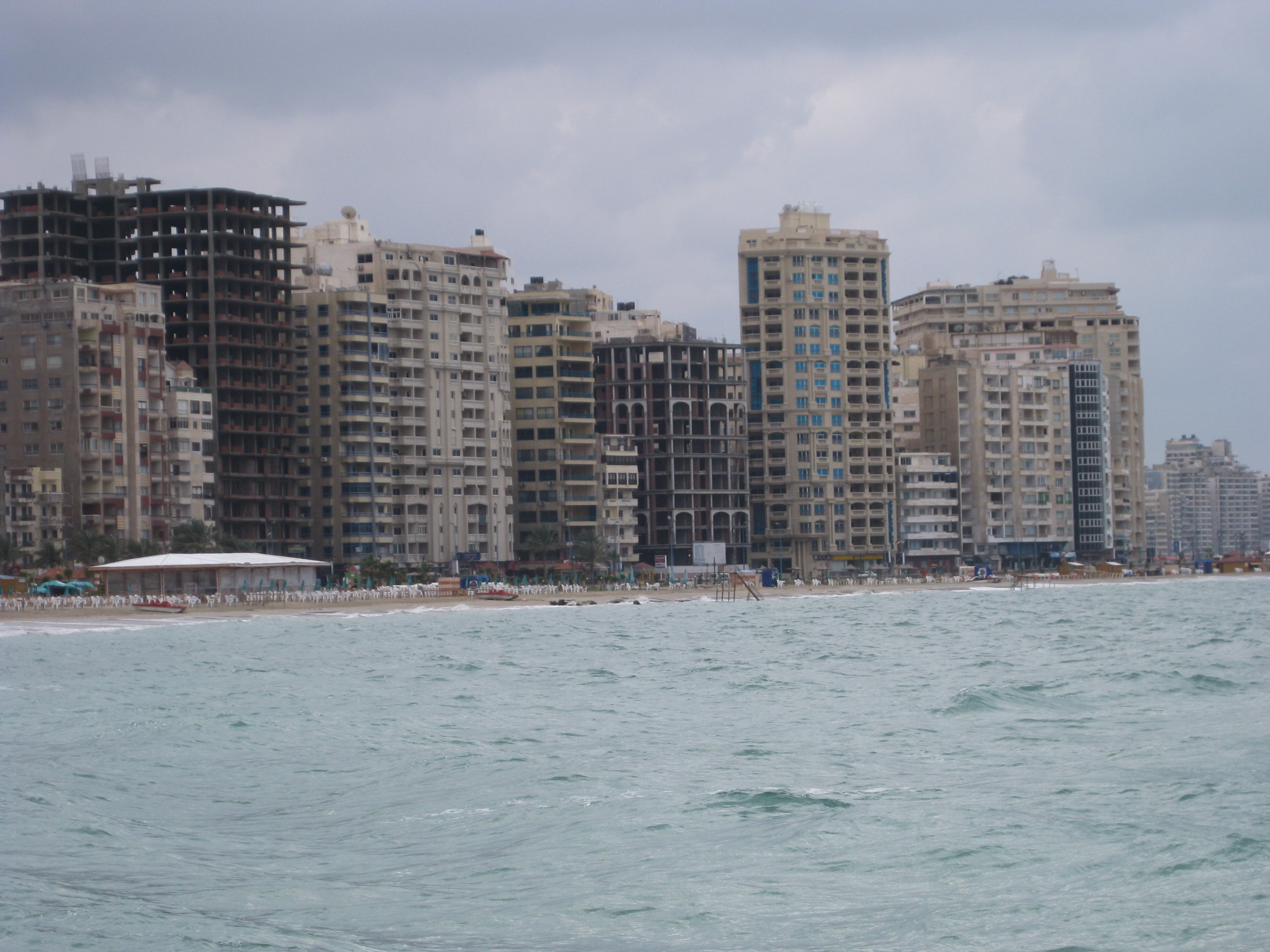
شيّدت العمارات بامتداد معظم الكورنيش
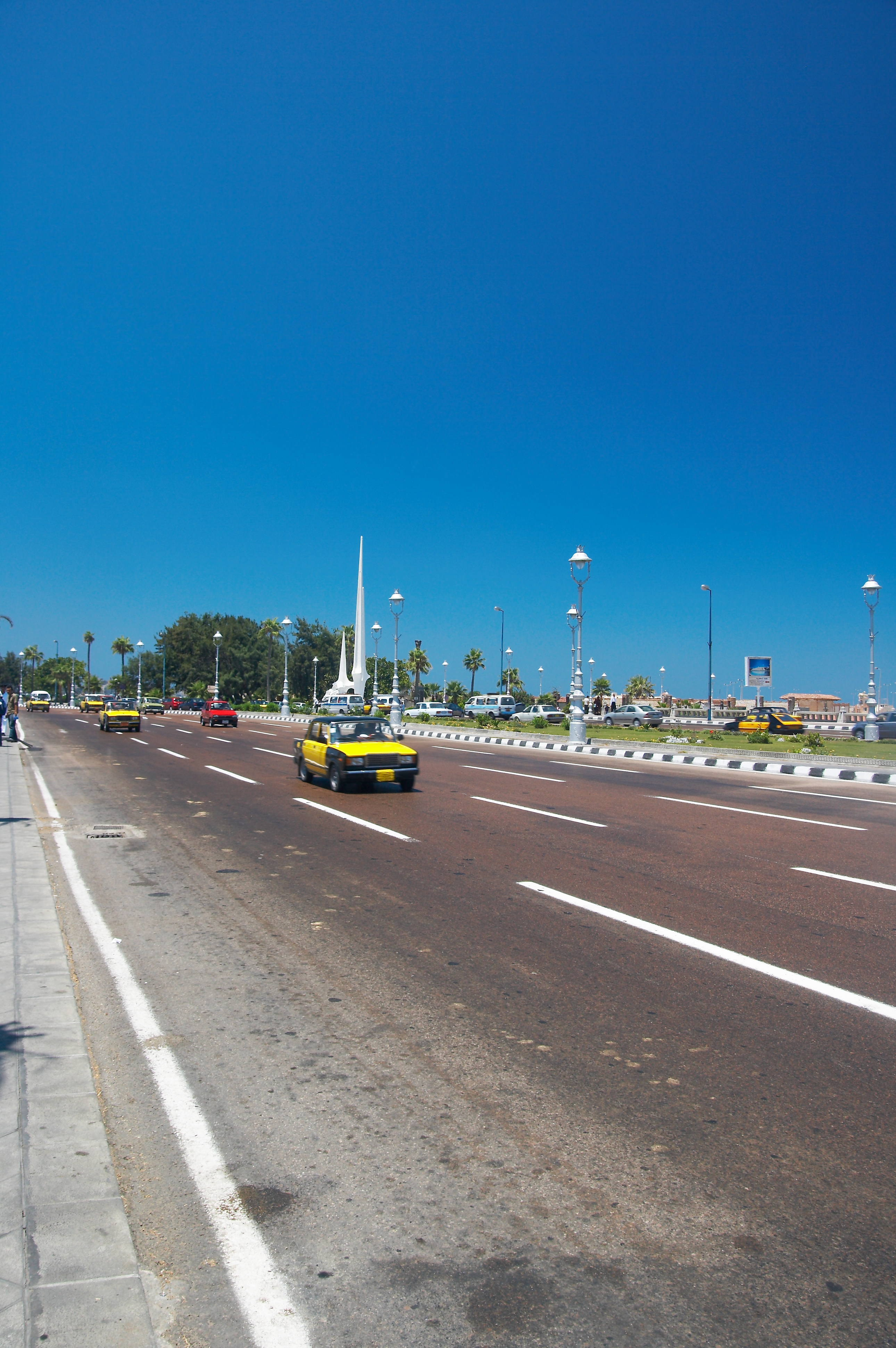
طريق الكورنيش تم توسيع معظم أجزائه في الألفية الجديدة
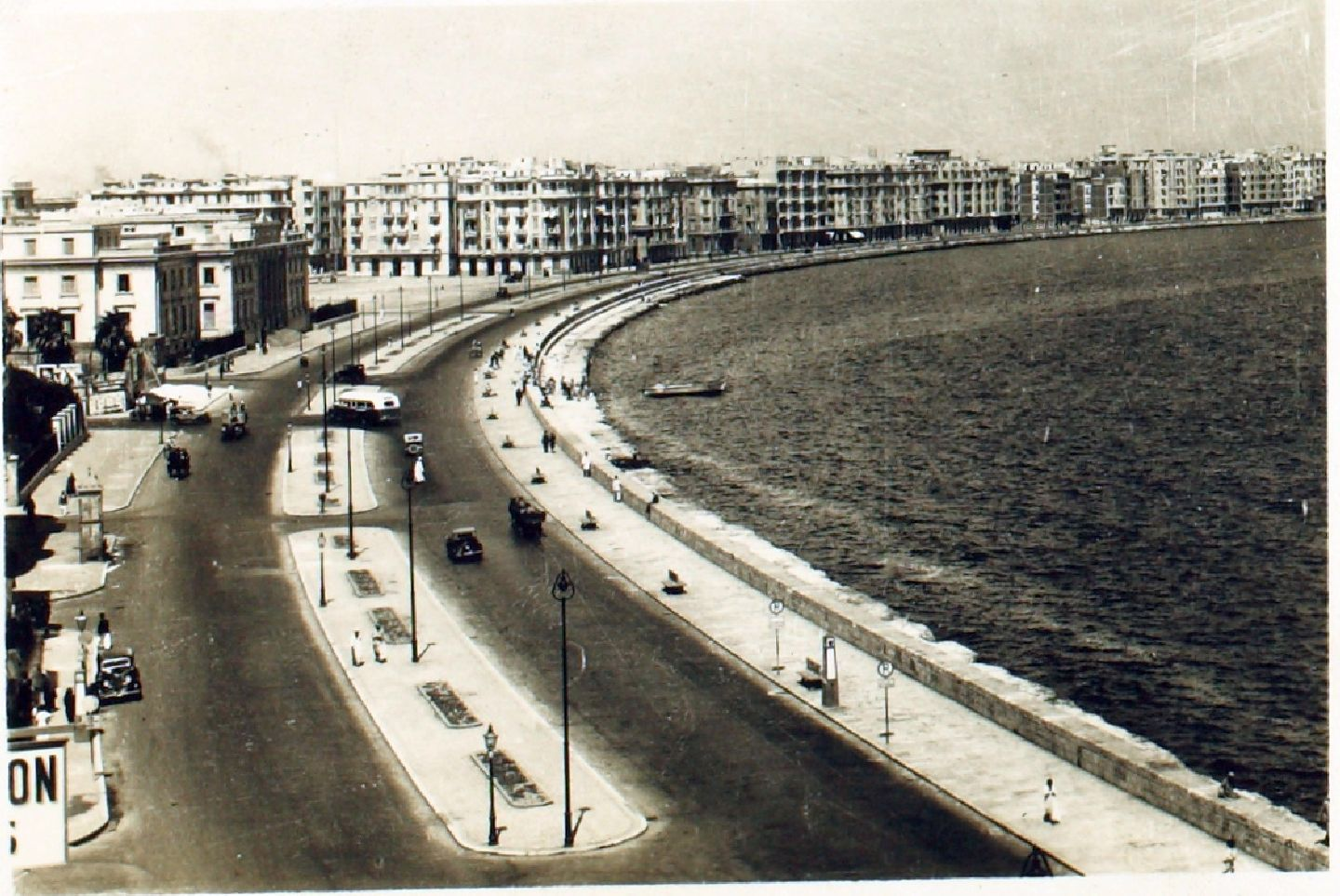
الكورنيش بمنطقة المنشية سنة 1944
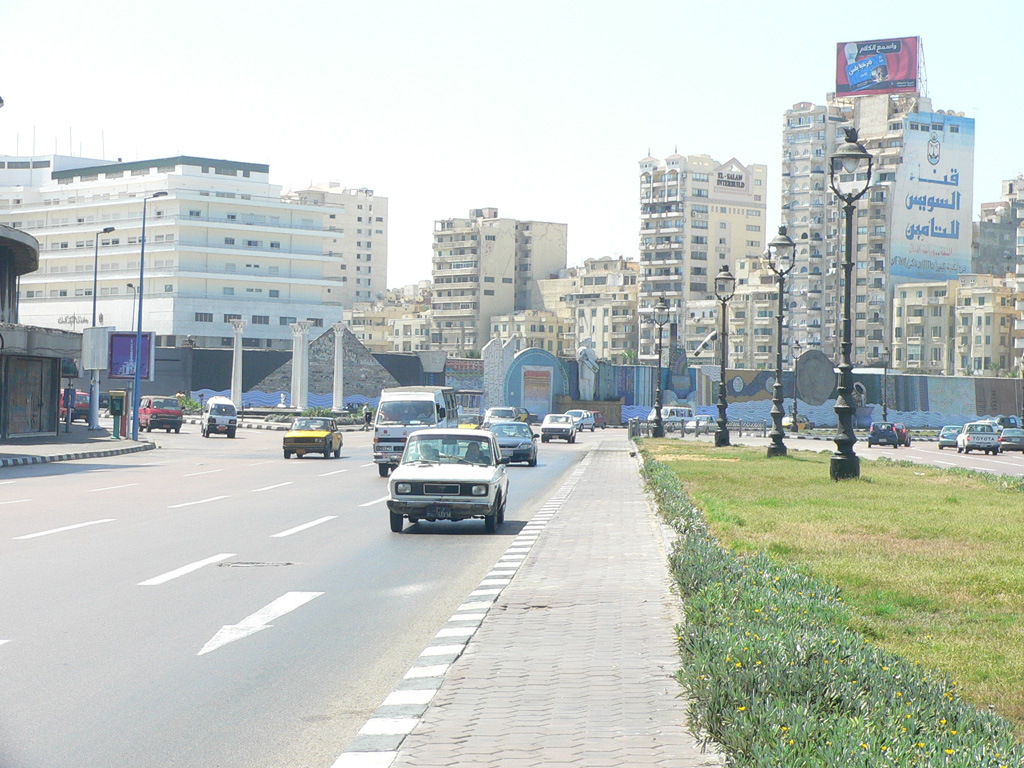
كورنيش الإسكندرية بمنطقة سيدي جابر.